# Le Marteau
Pour les articles homonymes, voir Marteau.
Le Marteau est un sommet des Alpes situé en France. Il culmine à 2 289 mètres d'altitude dans le département de la Haute-Savoie. Il se caractérise par un important surplomb (environ 15 m d'avancée) sur sa face orientale qui a sans doute donné son nom au sommet.

## Géographie

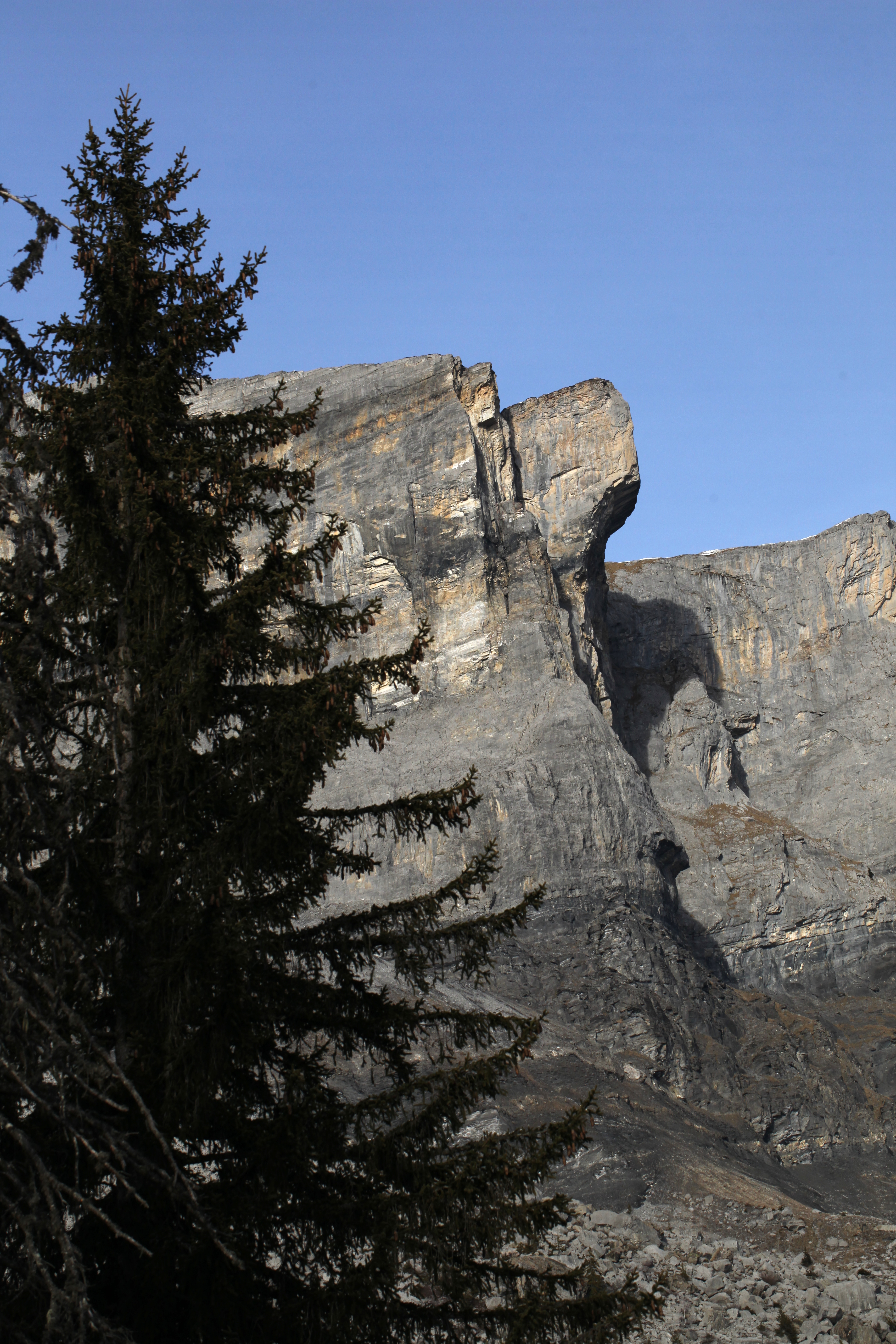
Vue de profil du surplomb.

Le Marteau est situé au nord du village de Servoz dans les rochers des Fiz.

## Activités
Le 29 juillet 1989, Erich Beaud s'est élancé dans le vide depuis le Marteau, devenant ainsi le premier à sauter d'une falaise, en France, muni d'un parachute.